# 코르사주 (영화)
"코르사주"(Corsage)는 2022년 개봉한 드라마 영화이다. 마리 크로이처가 감독과 각본을 맡았다. 엘리자베트 인 바이에른 여공작을 주인공으로 한 작품으로, 배우 비키 크립스가 엘리자베트를 연기한다. 2022년 칸 영화제 주목할 만한 시선 진출작이다. 제95회 아카데미상 국제영화상 부문 오스트리아 출품작이다.

## 주연
- 비키 크립스 : 엘리자베트 황후 역

### 조연
- 플로리안 테이트마이스터 : 프란츠 요제프 황제 역
- 카타리나 로렌츠 : 마리
- 마누엘 루비 : 루트비히 역
- 아론 프리즈 : 루돌프 황태자 역
- 로자 해야이 : 발레리 공주 역
- 콜린 모건 : 베이 역